# 臺農七十一號
台農七十一號（或台農71號），是台灣香米代表品種之一，以帶有芋頭香氣聞名。由農業試驗所由日本引入稻種「絹光」與台灣本土品種「台稉四號」配種，歷經九年的試驗後，於2000年登記的品種。為紀念其培育團隊負責人故郭益全博士的辛勞，特命名其商品名稱為益全香米

## 作物特性
臺農七十一號株高適中，株型佳，對多數病蟲害具中等而較持久之抗性，較適應臺灣第二期作栽培。本品種米粒短圓飽滿，外觀晶瑩剔透，米飯黏彈性頗佳，具類似芋頭之濃厚香味。

## 作物功用
除了當作日常主食外，由於其香氣與品質之特性，還可以釀製高級芋香米酒、製作各式米食、甜點、清酒等相關商品。

## 主要栽種地區及品名
- 台中市霧峰區－霧峰香米[2]
- 雲林縣西螺鎮－獻納芋香米[3]
- 台東縣關山鎮－關山香米[4]
- 池上鄉-池上香米[5]
- 宜蘭縣五結鄉－蘭陽五農米-益全香米[6]
- 花蓮縣玉里鎮－玉溪香米[7]、富里鄉－富麗益全香米[8]、富里鄉－御皇米益全香米[9]
- 雲林縣斗南鎮－三安米-益全香米[10]
- 台南市後壁區－芳榮禾家米-益全香米[11]

## 發源地及霧峰農會酒莊酒品釀製
益全香米源自台中市霧峰區，擁有全國最大的香米種植區，素有香米故鄉之雅號。農試所亦位在霧峰。霧峰香米並曾獲全國總冠軍米及十大經典好米等殊榮。
行政院農業委員會於2005年輔導成立霧峰農會酒莊，以霧峰香米為主要原料生產初霧清酒。系列酒品包括：極品純米吟釀、吟釀、燒酎、本釀造、生清酒、濁酒等，並有酒粕香皂、酒粕面膜、酒粕軟糖及白巧克力清酒軟糖等周邊產品。「初霧燒酎」多次獲得『德國世界烈酒評鑑』金質獎。。「純米吟釀」獲得於法國舉辦的2011年國際酒類評鑑銀質獎。

## 無米樂崑濱伯的冠軍米
2004年參與紀錄片無米樂拍攝的農民黃崑濱，其樂天知命的個性獲得許多觀眾的喜愛。2006年，崑濱伯代表芳榮米廠與後壁區農會，參加第四屆全國稻米品質競賽 ，以台農七十一號獲得全國總冠軍。伍角船板餐廳創辦人謝麗香女士以100萬標下崑濱伯10公斤的比賽米。媒體以「一碗飯7700元」報導，加上無米樂紀錄片，使崑濱伯知名度大開。

## 外部連結
- 行政院農業委員會農業試驗所網站 （页面存档备份，存于）
- 霧峰區農會 （页面存档备份，存于）
- 霧峰農會酒莊官方的Facebook專頁